# Lisa Boattin

Lisa Boattin (Portogruaro, Venecia, Italia; 3 de mayo de 1997) es una futbolista italiana. Juega como defensora en la Juventus de la Serie A de Italia y en la selección de Italia.
En su carrera tuvo numerosas convocatorias a selecciones juveniles, logrando un tercer puesto en el Campeonato Europeo de 2014 y en la Copa Mundial de 2014 con la selección sub-17, y capitaneando ésta y la selección sub-19. Desde 2014 viene integrando varias veces la selección mayor.

## Trayectoria
Boattin hizo su debut en la Serie A jugando una temporada con el Venezia 1984 y dos con el Pordenone.
En 2014 fichó con el Brescia. Llegó con el equipo hasta los cuartos de final de la Liga de Campeones 2015-16 donde fueron eliminadas por el Wolfsburgo. En la misma temporada conquistó el primer título de liga de su carrera.
Tras una temporada en el Verona, en 2017 se une a la recién nacida sección femenina del Juventus. La defensora se vuelve una de las protagonistas del equipo que, apenas inaugurado, ganó la Seria A 2017-18. Este segundo scudetto para Boattin tuvo que definirse con un desempate final entre la Juventus y sus excompañeras del Brescia, al haber terminado ambos primeros en la tabla con 60 puntos. Tras un 0-0 que se extendió hasta el alargue, el partido fue a los penales donde la defensora no desaprovechó su oportunidad de marcar. En los dos años siguientes, se afianzó en el plantel bianconeri que hizo historia, ganando otros cinco títulos consecutivos.

## Estadísticas

### Clubes
| Club         | País   | Año             |
| ------------ | ------ | --------------- |
| Venezia 1984 | Italia | 2011 - 2012     |
| Pordenone    | Italia | 2012 - 2014     |
| Brescia      | Italia | 2014 - 2016     |
| Verona       | Italia | 2016 - 2017     |
| Juventus     | Italia | 2017 - presente |

## Palmarés

### Títulos nacionales
| Título                       | Club     | País   | Año     |
| ---------------------------- | -------- | ------ | ------- |
| Supercopa femenina de Italia | Brescia  | Italia | 2014    |
| Copa Italia Femenina         | Brescia  | Italia | 2014-15 |
| Supercopa femenina de Italia | Brescia  | Italia | 2015    |
| Serie A                      | Brescia  | Italia | 2015-16 |
| Copa Italia Femenina         | Brescia  | Italia | 2015-16 |
| Serie A                      | Juventus | Italia | 2017-18 |
| Serie A                      | Juventus | Italia | 2018-19 |
| Copa Italia Femenina         | Juventus | Italia | 2018-19 |
| Supercopa femenina de Italia | Juventus | Italia | 2019    |
| Serie A                      | Juventus | Italia | 2019-20 |
| Serie A                      | Juventus | Italia | 2020-21 |

## Vida personal
Boattin es públicamente lesbiana y vive con la futbolista sueca Linda Sembrant, con quien mantiene una relación sentimental.